# إيبن بايرز
إيبن بايرز (بالإنجليزية: Eben Byers)‏ هو لاعب غولف وشخصية أعمال أمريكي، ولد في 12 أبريل 1880 في بيتسبرغ في الولايات المتحدة، وتوفي في 31 مارس 1932 في مانهاتن في الولايات المتحدة بسبب دواء اشعاعي خطير.